# Harm Smits
Harm Smits (* 30. Januar 1923 in Amsterdam; † 12. Februar 1988 in Duffel) war ein niederländischer Radrennfahrer und nationaler Meister im Radsport.

## Sportliche Laufbahn
Smits war im Straßenradsport und im Bahnradsport aktiv. Er begann mit dem Radsport beim Amsterdamer Radsportverein „ARC Ulysses“.
Von 1949 bis 1957 war er Unabhängiger und Berufsfahrer. 1952 gewann er eine Etappe in der Deutschland-Rundfahrt.
Auf der Bahn war Smits 1957 im Sechstagerennen von Chicago mit Peter Post als Partner erfolgreich. 1958 kam er im Sechstagerennen von Cleveland auf den 2. Platz. 1958 kam er in der nationalen Meisterschaft im Steherrennen auf den 3. Platz. Smits gewann als Amateur und Profi eine Reihe von Kriterien in seiner Heimat und in Belgien.